# Podpiwek
Podpiwek – napój o ciemnej barwie i słodkawym smaku; zaliczany jest do grupy napojów bezalkoholowych, mimo że zawiera niewielką ilość alkoholu.
Powstaje on poprzez zalanie gorącą wodą mąki słodowej, dodanie drożdży i przechowywanie w celu fermentacji w szczelnie zamkniętym naczyniu.
Wytwarzany jest przeważnie w warunkach domowych z palonej kawy zbożowej, suszonego chmielu, drożdży, wody i cukru. Można też kupić gotowy podpiwek lub specjalnie przygotowaną mieszankę suszu do samodzielnego przygotowania podpiwku.

## Marki
- Podpiwek augustowski na miodzie
- Podpiwek kujawski[1]
- Podpiwek Jędrzej[3]
- Podpiwek Lubuski[4]
- Podpiwek Obołoń[5]
- Podpiwek warmiński[6]